# Franz Bürkl
Franz Bürkl (né le 16 août 1911, mort le 7 septembre 1943 à Varsovie) est un officier de la Gestapo (SS-Oberscharführer) dans la Pologne occupée par les Nazis. Il est assassiné le 7 septembre 1943 au cours de l'opération Bürkl (pl).
Bürkl est responsable de nombreuses exécutions et meurtres sur des Juifs et des prisonniers (y compris otages civils et prisonniers de guerre soviétiques) de la prison de Pawiak à Varsovie, où il est à la fois Zugführer (chef des gardes) et adjoint du commandant. Entre 1941 et 1943 il tue personnellement plusieurs dizaines de personnes, dans et en dehors de la prison, profitant de ses déplacements dans le ghetto de Varsovie pour tirer au hasard sur des civils. Pendant le soulèvement du ghetto de Varsovie un groupe de geôliers de Pawiak, commandés par Bürkl, se porta volontaire pour participer à la chasse aux Juifs.
Supposé être accro à la morphine, il ne se sépare jamais d'un berger allemand nommé Kastor qu'il utilise pour terroriser les prisonniers de Pawiak.

## Opération Bürkl
En 1943, Bürkl est reconnu coupable de crimes contre la nation polonaise par le tribunal spécial (en) de la résistance polonaise, condamné à mort et abattu par Jerzy Zborowski (pl) et Bronislaw Pietraszewicz, dans une rue de Varsovie au cours de l'opération Bürkl (partie de l'opération Główki), le 7 septembre 1943.

## Sources
- (en) Cet article est partiellement ou en totalité issu de l’article de Wikipédia en anglais intitulé « Franz Bürkl » (voir la liste des auteurs).